# Bryn Halliwell
Bryn Stephen Halliwell (Epsom, 1 oktober 1980) is een Engels voetballer (doelman) die sinds 2014 voor de Schotse eersteklasser Heart of Midlothian FC uitkomt.